# هارفي دان
هارفي دان (بالإنجليزية: Harvey Dunn)‏ هو رسام أمريكي، ولد في 8 مارس 1884 في Manchester, South Dakota ‏ في الولايات المتحدة، وتوفي في 29 أكتوبر 1952 في نيويورك في الولايات المتحدة.

## وصلات خارجية
- هارفي دان على موقع الموسوعة البريطانية (الإنجليزية)